# Nicolaihaus
Das Nicolaihaus ist ein historisches Bürgerhaus in der Brüderstraße 13 im Berliner Ortsteil Mitte des gleichnamigen Bezirks und ein Denkmal von herausragender Bedeutung. Es ist eines der wenigen barocken Häuser, die bis heute in Berlin überlebt haben und steht wie fast kein anderes für Berliner Geschichte – und für den Geist der Aufklärung.
Namensgeber war Friedrich Nicolai, der das Haus 1787 erwarb und hier bis zu seinem Tod im Jahr 1811 wirkte. Seit 1977 ist das Gebäude denkmalgeschützt. Ab Ende der 1990er Jahre diente es als Museum der Stiftung Stadtmuseum Berlin. Um dieses bedeutende Denkmal für die Zukunft zu sichern, übernahm es die Deutsche Stiftung Denkmalschutz im Jahr 2011 in ihr Eigentum und trägt so dauerhaft Verantwortung für seinen Erhalt. Dank umfangreicher Arbeiten ist das Nicolaihaus nun wieder ein Ort lebendiger Geschichte. Im Gebäudekomplex befinden sich heute unter anderem die Büros der Deutschen Stiftung Denkmalschutz in der Hauptstadt.

## Geschichte

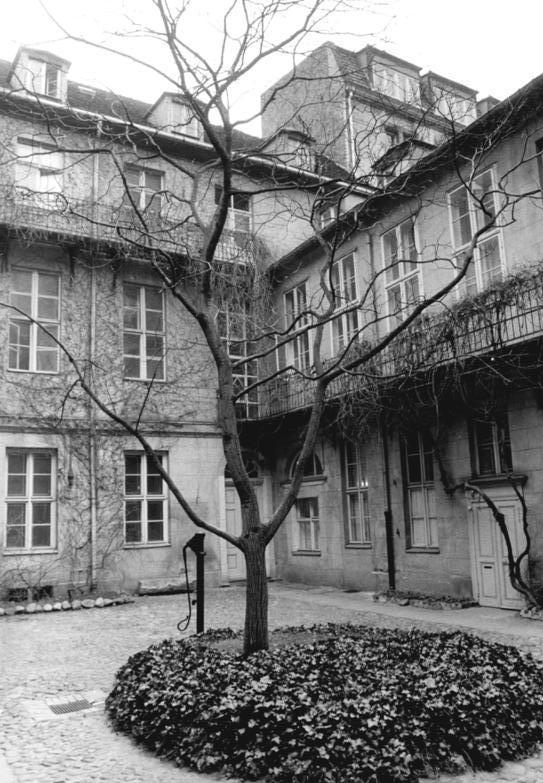
Innenhof des Nicolaihauses, 1983

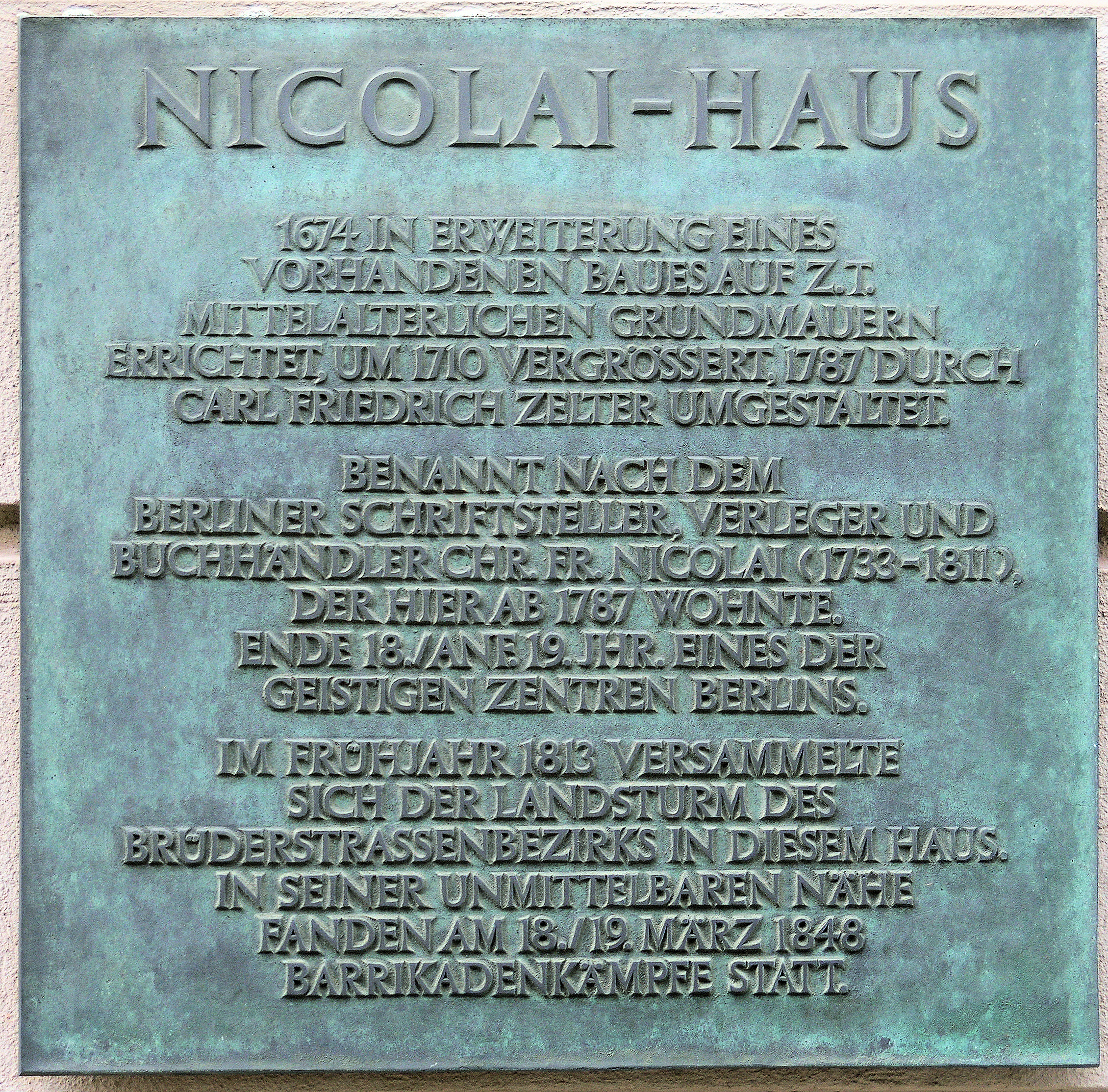
Tafel am Eingang des Nicolaihauses

Das heutige Grundstück Nr. 13 umfasste ursprünglich zwei Parzellen, die im 16. Jahrhundert Hofangestellten gehörten. Nach einem Brand um 1650/1660 ließ Hofarzt Böttcher sein Haus erneuern; die zweite Parzelle bekam er vom Kurfürsten als Geschenk. 1664 kaufte der spätere Cöllner Bürgermeister Heinrich Julius Brandes das gesamte Ensemble und ließ es 1674 zu einem zweigeschossigen Haus mit Mitteleingang und Satteldach ausbauen. Davon sind die Grundmauern und Gewölbekeller bis heute erhalten. Ab 1709 befand sich das Anwesen im Besitz hochrangiger Militärs und Minister. 1710/1711 wurde das Gebäude zu einem Adelspalais mit repräsentativen Raumfluchten ausgebaut. Nachdem Friedrich Nicolai das Haus 1787 für 32.500 Taler erworben hatte – das wären heute umgerechnet fast vier Millionen Euro – ließ er es nochmals durch Carl Friedrich Zelter umbauen. Damals erhielt das Gebäude sein spätbarock-klassizistisches Aussehen, das sich im Großen und Ganzen bis heute erhalten hat. Im Erdgeschoss wurden Buchhandlung und Verlag untergebracht. Nach dem Umzug der Nicolaischen Buchhandlung in die Dorotheenstraße im Jahr 1891 sollte sich der Charakter der traditionsreichen Ladenlokale im Erdgeschoss des Gebäudes allmählich ändern. Von den weiteren illustren Bewohnern des Hauses zeugen heute noch die zahlreichen Gedenktafeln an der Fassade des Gebäudes.
Neben den Familien Gotzkowsky und Nicolai lebten hier die Partheys, Elisa von der Recke, Christoph August Tiedge, Christian Gottfried Körner, Minna Körner, Dorothea Stock und Ludwig Jonas. Das Haus war im 18. und 19. Jahrhundert einer der zentralen Begegnungsorte der Berliner Aufklärung und der Romantik. Gäste waren unter anderem Johann Gottfried Schadow, Karl Friedrich Schinkel, Daniel Chodowiecki und Theodor Körner. Ebenfalls in dem Haus untergebracht war die 1713 gegründete Nicolaische Verlagsbuchhandlung (heute: Nicolai Verlag). Seinerzeit berühmt war die Privatbibliothek Nicolais mit über 16.000 Bänden.

„Fremde, die nach Berlin kamen, stiegen zumeist in der Brüderstraße ab, in der sich die Hotels König von England und Stadt Paris befanden, auch Maurers Weinkeller und die sogenannte Baumannshöhle, ein Weinrestaurant, in dem Nicolai sich zeitweilig täglich mit Mendelssohn und Lessing traf. Nicolais Haus war bald eine Sehenswürdigkeit; selbst spätere Feinde ließen es sich nicht nehmen, bei einem Berlin-Besuch dem bedeutenden Mann ihre Aufwartung zu machen. War es für Weimar-Reisende eine Auszeichnung, von Goethe empfangen zu werden, so galt unter Intellektuellen ein Besuch bei Nicolai nicht weniger als ein Ritterschlag.“

Von 1910 bis 1936 befand sich im Nicolaihaus das Lessing-Museum, das die Nationalsozialisten schließen ließen. Das Gebäude trug bis dahin auch die Bezeichnung Nicolai-Körner-Lessing-Haus. Zwischen 1936 und 1945 wurden in das Gebäude Soldaten zwangseingewiesen. Am Ende des Zweiten Weltkriegs fielen der Gartenflügel und Teile des linken Seitenflügels den alliierten Luftangriffen und Endkämpfen zum Opfer. Die durch Straßenkämpfe beschädigte Fassade des Nicolaihauses wurde ab 1952 wiederhergestellt. Die Innenräume des Nicolaihauses baute man für das Zentralinstitut für Denkmalschutz der DDR zu Büros und Werkstätten um. Der linke Seitenflügel wurde 1953/1954 wiederaufgebaut. Zwischen 1974 und 1984 wurde das Haus umfangreich restauriert.
Das im Jahr 1977 unter Denkmalschutz gestellte Gebäude ging 1986 in Volkseigentum über. Die Rechtsträgerschaft erhielt das Institut für Denkmalpflege. Zwischen 1981 und 1990 nutzte die kleine Bühne „Das Ei“ einige Räume und den Hof als Dependance („Sommertheater im Hof der Brüderstraße 13“). Rechtsansprüche der Parthey’schen Erbengemeinschaft konnten 1989 realisiert werden. Nach der deutschen Wiedervereinigung wurde das Nicolaihaus Eigentum des Landes Berlin und war bis 1998 Sitz des Brandenburgischen Landesamtes für Denkmalpflege. Im Quergebäude des Nicolaihauses wohnt seit 1968 der Kunsthistoriker Werner Schade.
Ende der 1990er Jahre ging das Haus in die Trägerschaft der Stiftung Stadtmuseum Berlin über. Im November 2008 gründete sich der Freundeskreis Nicolaihaus Berlin, der die Wiederbelebung des historischen Gebäudes zum Ziel hat. Mit dem Umzug des Suhrkamp Verlags von Frankfurt am Main nach Berlin sollte das Nicolaihaus ab 2012 Hauptsitz des Unternehmens werden. Diese Pläne wurden allerdings aufgegeben.
Im Juli 2011 kaufte die Deutsche Stiftung Denkmalschutz das Nicolaihaus mit Mitteln aus einer ihr zugefallenen privaten Erbschaft, um 2012 dort die bereits bestehenden Berliner und Potsdamer Landesvertretungen in einem Haus zusammenzuführen. Für die neue Nutzung wurde nach gezielter Bauforschung ein Bauantrag für eine behutsame Umgestaltung eingereicht. Mit den Arbeiten wurde das auf historische Bausubstanz spezialisierte Brandenburger Architekturbüro Krekeler beauftragt. Nach knapp zweijähriger Restaurierung wurde es im März 2016 eröffnet.
Östlich neben dem Nicolaihaus befindet sich seit 2000 die Sächsische Landesvertretung.

## Beschreibung des Gebäudes
Das Gebäudeensemble besitzt einen barocken Innenhof, der bis in die oberen Etagen mit Weinreben bewachsen war. Eine hölzerne Galerie mit Ziergeländer zieht sich rundherum. Im Erdgeschoss des Vorderhauses befinden sich große Räume, die einst als Verkaufsräume der Buchhandlung dienten. Die Raumaufteilungen im Erdgeschoss und im ersten Obergeschoss entsprechen dem Vorkriegszustand. Das barocke Treppenhaus stammt noch aus den Zeiten Friedrich Nicolais. Ansonsten zeigt der Vorderhausgrundriss alle Veränderungen des Hauses von seiner ersten Bauphase bis ins 20. Jahrhundert. Die Deutsche Stiftung Denkmalschutz legte bei den Arbeiten an dem Haus größten Wert darauf, diese baugeschichtlichen Entwicklungen und die Zeugnisse der unterschiedlichen bauhistorischen Epochen zu bewahren.

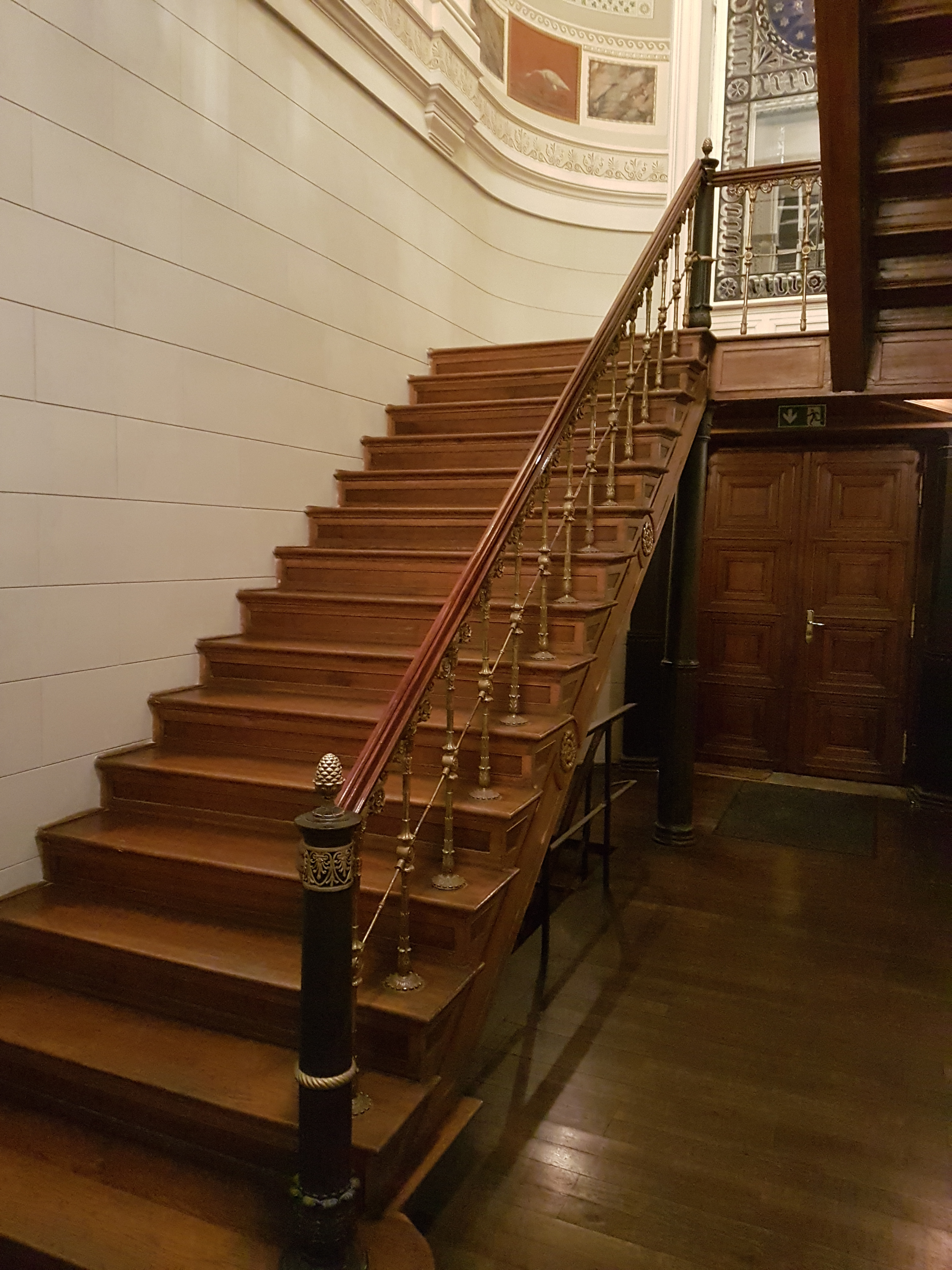
Weydinger-Treppenhaus

In die erste Etage führt eine ebenfalls im Barockstil gehaltene Treppe mit einem geschnitzten Geländer. Hier gibt es zahlreiche Verwaltungsräume für die 28 Mitarbeiter der Deutschen Stiftung Denkmalschutz, aber auch private Wohnungen sind darin untergebracht und vermietet.
Im Foyer des Quergebäudes sind von der früheren Pracht kunstvolle Steinreliefs erhalten. Eine bedeutende Maßnahme war der Einbau des Weydinger-Treppenhauses im Querflügel. Das klassizistische Kleinod konnte aus dem Ermelerhaus in der Breite Straße 11 gerettet werden, als dieses 1967 abgerissen wurde, und fand seinen neuen Platz im hinteren Gebäudetrakt des Nicolaihauses. Darüber hinaus werden ein Fenster mit farbigen Ornamenten und eine in Teilen vorhandene Papiertapete mit Tiermotiven als Ausstattungsbesonderheiten genannt.